# Камгэн, Джимми
Джимми Камгэн (фр. Jimmy Kamghain; родился 3 июля 1992, Авиньон, Франция) — французский футболист, полузащитник. Играл за ряд клубов, такие как: «Кортрейк», «Руселаре» и другие. Ныне — игрок французского клуба «Пуасси». Экс-игрок молодёжных сборных Франции.

## Клубная карьера
Джимми Камгейн начал свою карьеру в французском клубе «ПСЖ» в 2006 году, и подписал профессиональный контракт в 2009 году. Тем не менее, он никогда не выступал с первой командой на «Парк де Пренс». В 2012 году Джимми перешел в бельгийский «Кортрейк» в бельгийской про-лиге (D1), перейдя на правах свободного агента из «ПСЖ». Камгейн дебютировал в «Кортрейке» в день открытия сезона, в ничьей (1:1) с «Андерлехтом», сыграв 51 минут, но был заменен на 52-й минуте. Всего на «Гульденспорен» сыграл 14 матчей.